# 렉섬 AFC

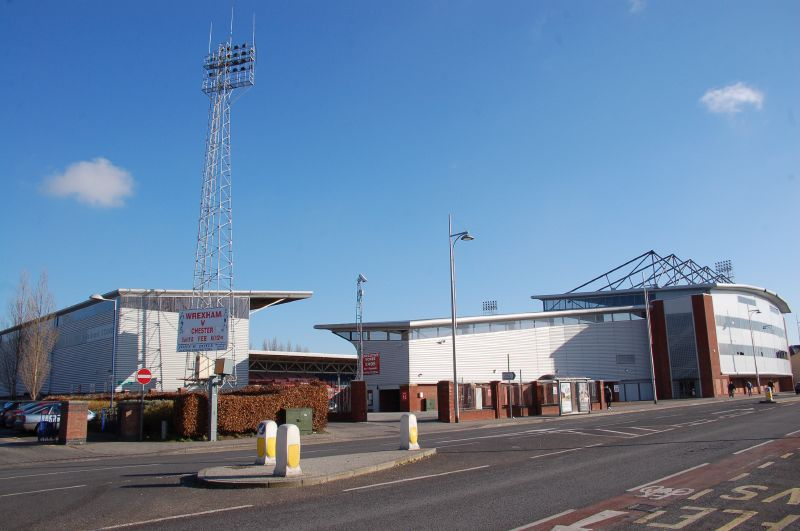

렉섬 AFC(영어: Wrexham Association Football Club, 웨일스어: Clwb Pêl-droed Wrecsam)은 영국 웨일스의 렉섬을 근거지로 하는 축구 클럽으로 잉글랜드 축구 리그 시스템에 속해 있다. 1864년에 창단했으며, 이는 웨일스에서 가장 오래된 클럽이자 세계에서 세 번째로 오래된 프로 축구팀이다. 또한 홈구장인 레이스코스 그라운드는 세계에서 가장 오래된 국가대표팀 경기장으로 현재까지 웨일스 축구 국가대표팀의 경기장으로 사용되고 있다. 현재 잉글랜드 3부 리그인 EFL 리그 원에 소속되어 있다.
2020년 11월 16일에 캐나다의 영화배우인 라이언 레이놀즈와 미국의 롭 매킬헤니가 그들이 세운 RR 맥레이놀즈 컴퍼니 LLC(영어: RR McReynolds Company LLC)를 통해 구단의 인수를 발표했다. 이후 2,000명의 렉섬 서포터즈 트러스트(영어: Wrexham Supporters Trust) 회원들의 투표를 거쳐 98.6%의 지지를 받고 통과되었고, 2021년 2월 9일에 공식적으로 인수하였다.

## 유니폼 및 후원사
렉섬의 홈 유니폼은 기본적으로 빨간색 상의에 흰색 하의, 그리고 흰색 양말로 1930년대 후반부터 흰색 포인트를 준 빨간색 유니폼을 주로 입고 경기를 해왔다. 현재 원정 유니폼은 하얀색 상의, 초록색 하의, 그리고 흰색 양말이다.
2014-15시즌, 렉섬은 클럽의 창단 150주년을 기념하기 위해 빨간색 바탕의 상의에 검정색 줄무늬가 있는 홈 유니폼을 입었는데, 이것이 구단 최초로 기록된 홈 유니폼이였다.
마크론은 2016년부터 현재까지 렉섬의 유니폼 공급자로 2017년 포르투갈 프리시즌에는 1군팀을 위한 프리시즌 훈련 캠프를 마련하는 것을 도왔다. 이 훈련 기간 중 열린 포르투갈의 롤레타누 DC와의 연습 경기에는 600명이 넘는 서포터들이 렉섬을 응원하기 위해 원정 응원을 오기도 했으며, 현재까지도 매년 여름 포르투갈을 방문한다.
2011년 4월, 렉섬은 그린 킹 양조장과 2년간 후원 계약을 맺었다. 하지만 9월에 렉섬 대학교(당시 글런두르 대학교)가 레이스코스를 사들이면서 다른 양조장과 독점 계약을 맺어 취소되었다.
2021-22 시즌부터 유니폼 상의 뒷목 부분에는 그레스퍼드 참사를 추모하기 위해 숫자 "1934"가 수놓여 있다.
2023년 5월, 라이언 레이놀즈의 아내인 블레이크 라이블리 소유가 소유한 음료 회사인 베티 버즈가 훈련복의 후원사를 맡는다고 발표하였다.

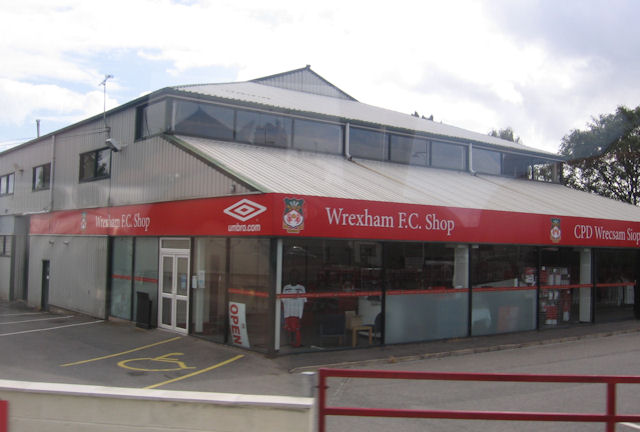
렉섬의 옛 구단 매장

### 유니폼 제조사 및 후원사
출처:
| 기간      | 브랜드              | 후원사 (어깨)                        | 후원사 (소매)            |
| --------- | ------------------- | ------------------------------------ | ------------------------ |
| 1984–85   | 패트릭              | 크로스빌 버스                        | 없음                     |
| 1985–87   | 위닝 웨이즈         | 마르스톤즈                           | 없음                     |
| 1987–88   | 하이텍 스포츠       | 마르스톤즈                           | 없음                     |
| 1988–89   | 어드미럴 스포츠웨어 | 마르스톤즈                           | 없음                     |
| 1989–91   | 스폴                | 마르스톤즈                           | 없음                     |
| 1991–92   | EN-S                | 마르스톤즈                           | 없음                     |
| 1992–98   | EN-S                | 렉섬 라거                            | 없음                     |
| 1998–2002 | 슈퍼 리그           | 렉섬 라거                            | 없음                     |
| 2002–04   | 반다널              | 갭 퍼스널                            | 없음                     |
| 2004–06   | 반다널              | 저스트 고                            | 없음                     |
| 2006–08   | 반다널              | 리스 다이렉트                        | 없음                     |
| 2008–11   | 엄브로              | 리스 다이렉트                        | 없음                     |
| 2011–12   | 푸마                | 글런두르 대학교                      | 없음                     |
| 2012–14   | 아디다스            | 글런두르 대학교                      | 없음                     |
| 2014–15   | 나이키              | 글런두르 대학교                      | 없음                     |
| 2015–16   | 아디다스            | 글런두르 대학교                      | 없음                     |
| 2016–21   | 마크론              | 아이포어 윌리엄스 트레일러스         | 없음                     |
| 2021–22   | 마크론              | 틱톡, 익스피디아 (후면)              | 에이비에이션 아메리칸 진 |
| 2022–23   | 마크론              | 틱톡, 익스피디아 (후면)              | 비스타프린트             |
| 2023–현재 | 마크론              | 유나이티드 항공, 비스타프린트 (후면) | HP                       |

## 선수단
2024년 2월 3일  기준

### 현재 선수 명단
| 번호 | 포지션 | 이름            | 국적       | 비고            |
| ---- | ------ | --------------- | ---------- | --------------- |
| 1    | GK     | 롭 레인턴       | 잉글랜드   |                 |
| 3    | DF     | 칼럼 맥파드진   | 스코틀랜드 |                 |
| 4    | DF     | 벤 토저         | 잉글랜드   | 부주장          |
| 5    | DF     | 애런 헤이든     | 잉글랜드   |                 |
| 6    | DF     | 조던 터니클리플 | 잉글랜드   |                 |
| 7    | MF     | 조던 데이비스   | 웨일스     |                 |
| 8    | MF     | 루크 영         | 잉글랜드   | 주장            |
| 9    | FW     | 올리 파머       | 잉글랜드   |                 |
| 10   | FW     | 폴 멀린         | 잉글랜드   | 3주장           |
| 12   | MF     | 조지 에반스     | 잉글랜드   |                 |
| 14   | DF     | 앤서니 포드     | 아일랜드   |                 |
| 15   | DF     | 이건 오코넬     | 아일랜드   |                 |
| 18   | FW     | 샘 달비         | 잉글랜드   |                 |
| 19   | DF     | 제이콥 멘디     | 감비아     |                 |
| 20   | MF     | 앤디 캐넌       | 잉글랜드   |                 |
| 21   | GK     | 마크 하워드     | 잉글랜드   |                 |
| 22   | MF     | 토마스 오코너   | 아일랜드   |                 |
| 23   | MF     | 제임스 매클레인 | 아일랜드   |                 |
| 25   | DF     | 윌 보일         | 잉글랜드   |                 |
| 26   | FW     | 스티븐 플레처   | 스코틀랜드 |                 |
| 29   | MF     | 라이언 바넷     | 잉글랜드   |                 |
| 30   | MF     | 제임스 존스     | 스코틀랜드 |                 |
| 31   | GK     | 루크 맥니콜라스 | 아일랜드   |                 |
| 32   | DF     | 맥스 클레워스   | 웨일스     |                 |
| 33   | GK     | 아서 오콘코     | 잉글랜드   | 아스널에서 임대 |
| 34   | DF     | 애런 제임스     | 잉글랜드   |                 |
| 38   | FW     | 엘리엇 리       | 잉글랜드   |                 |
| 41   | GK     | 리암 홀         | 잉글랜드   |                 |
| 45   | MF     | 해리 애쉬필드   | 웨일스     |                 |
| 52   | FW     | 칼럼 에드워즈   | 잉글랜드   |                 |
|      | DF     | 루크 볼턴       | 잉글랜드   |                 |
|      | FW     | 잭 매리엇       | 잉글랜드   |                 |

### 임대 선수 명단
| 번호 | 포지션 | 이름              | 국적     | 임대 구단       |
| ---- | ------ | ----------------- | -------- | --------------- |
| 16   | FW     | 빌리 워터스       | 잉글랜드 | 동커스터 로버스 |
| 24   | DF     | 스콧 버틀러       | 웨일스   | 마린            |
| 27   | FW     | 제이크 비커스태프 | 웨일스   | 애크링턴 스탠리 |
| 35   | MF     | 오웬 쿠시온       | 잉글랜드 | 콜윈베이        |
| 39   | DF     | 다니엘 데이비스   | 웨일스   | 콜윈베이        |

## 코칭 스태프
2024년 2월 3일 기준
| 직책                           | 이름            |
| ------------------------------ | --------------- |
| 감독                           | 필 파킨슨       |
| 수석 코치                      | 스티브 파킨     |
| 1군 코치                       | 데이비드 존스   |
| 골키퍼 코치                    | 에이단 데이비슨 |
| 수행의학 및 스포츠 과학 책임자 | 케빈 멀홀랜드   |
| 1군 물리 치료사                | 조니 그리피스   |
| 1군 물리 치료사                | 캐서린 비티     |
| 1군 스포츠 과학자              | 오웬 잭슨       |
| 1군 체력 & 컨디션 코치         | 리차드 힐       |
| 1군 재활 치료사                | 라이언 머레이   |
| 1군 재활 치료사                | 애슐리 페인터   |
| 전력 분석가                    | 조지 파킨슨     |
| 영양사                         | 베단 팔머       |
| 장비담당관                     | 이완 퓨존스     |
| 스카우터                       | 크리스 존슨     |

## 임원진
2024년 2월 3일 기준
| 지위      | 이름            |
| --------- | --------------- |
| 회장      | 롭 매킬헤니     |
| 회장      | 라이언 레이놀즈 |
| 전무이사  | 험프리 커       |
| 단장      | 숀 하비         |
| CEO       | 플러 로빈슨     |
| 고문      | 피터 무어       |
| 고문      | 레스 리드       |
| 명예 회장 | 딕시 맥닐       |

## 수상

### 리그
- 3부 디비전 (3부)
  - 우승: 1977–78
- 4부 디비전 / 3부 디비전 (4부)
  - 준우승: 1969–70, 1992–93
  - 승격: 1961–62, 2002–03
- 내셔널리그 (5부)
  - 우승: 2022–23
- 더 콤비네이션
  - 우승: 1900–01, 1901–02, 1902–03, 1904–05
- 웰시 시니어리그
  - 우승: 1894–95, 1895–96

### 컵
- 풋볼 리그 트로피
  - 우승: 2004–05
- FA 트로피
  - 우승: 2012–13
- 풋볼 리그 노스컵
  - 우승: 1943–44
- FAW 프리미어컵
  - 우승: 1997–98, 1999–2000, 2000–01, 2002–03, 2003–04 (최다)
- 웰시컵
  - 우승 (23): 1877–78, 1882–83, 1892–93, 1896–97, 1902–03, 1904–05, 1908–09, 1909–10, 1910–11, 1913–14, 1914–15, 1920–21, 1923–24, 1924–25, 1930–31, 1956–57, 1957–58, 1959–60, 1971–72, 1974–75, 1977–78, 1985–86, 1994–95 (최다)
- 서포터즈 다이렉트컵
  - 우승: 2015–16 (공동 수상)

## 구단 기록
- 최다 관중수 – 34,445명 v 맨체스터 유나이티드, FA컵 4라운드, 1957년 1월 26일[9]
- 리그 최다 관중수 – 29,261명 v 체스터 시티, 디비전 3, 1936년 12월 26일[10]
- 평균 관중수– 11,651명, 1977–78 시즌 더 풋볼 리그[11]
- 리그 최다 점수차 승 – 10–1 v 하틀풀 유나이티드, 1962년 3월 3일[12][b]
- 리그 최다 점수차 패 – 0–9 v 브렌트퍼드, 디비전 3, 1963년 10월 15일
- 컵 최다 점수차 승 – 6–0 v 찰튼 애슬레틱, 1979–80 시즌 FA컵 3라운드, 1980년 1월 5일
- 최다 연승 – 10연승,  2003년 4월 5일 – 2003년 5월 8일, 2002–03 시즌[13]
- 단일 시즌 최다 승 – 34승, 2022–23 시즌 내셔널리그
- 단일 시즌 최다 득점 – 115점, 2022–23 시즌 내셔널리그
- 최다 무패 기간 – 28경기,  2022년 10월 – 2023년 4월 7일, 2022–23 시즌 내셔널리그[14][15]
- 리그 최다 연속 클린시트 – 7경기, 2011년 10월 9일 – 2011년 11월 26일, 2011–12 시즌 풋볼 컨퍼런스[16]
- 단일 시즌 최다 클린시트 – 26경기, 1973–74 시즌 풋볼 리그 & 2018–19 시즌 내셔널리그[17]
- 최고 이적료 수입 – £800,000 (한화 약 13.4억) - 브라이언 휴스, 버밍엄 시티, 1997년[18]
- 최고 이적료 지출 – £300,000 (한화 약 5억) - 올리 파머, AFC 윔블던, 2022년[19]

### 유럽 대항전 기록
UEFA 컵위너스컵:
| 시즌    | 대회       | 라운드 | 상대팀                | 홈  | 어웨이 | 합계 | 출처          |
| ------- | ---------- | ------ | --------------------- | --- | ------ | ---- | ------------- |
| 1972–73 | 컵위너스컵 | 1R     | FC 취리히             | 2–1 | 1–1    | 3–2  | [ 20 ] [ 21 ] |
| 1972–73 | 컵위너스컵 | 2R     | 하이두크 스플리트     | 3–1 | 0–2    | 3–3  | [ 22 ] [ 23 ] |
| 1975–76 | 컵위너스컵 | 1R     | 유르고르덴            | 2–1 | 1–1    | 3–2  | [ 24 ]        |
| 1975–76 | 컵위너스컵 | 2R     | 스탈 제슈프           | 2–0 | 1–1    | 3–1  | [ 25 ] [ 26 ] |
| 1975–76 | 컵위너스컵 | 8강    | 안데를레흐트          | 1–1 | 0–1    | 1–2  | [ 27 ] [ 28 ] |
| 1978–79 | 컵위너스컵 | 1R     | 리예카                | 2–0 | 0–3    | 2–3  | [ 29 ] [ 30 ] |
| 1979–80 | 컵위너스컵 | 1R     | 마그데부르크          | 3–2 | 2–5    | 5–7  | [ 31 ] [ 32 ] |
| 1984–85 | 컵위너스컵 | 1R     | FC 포르투             | 1–0 | 3–4    | 4–4  | [ 33 ]        |
| 1984–85 | 컵위너스컵 | 2R     | AS 로마               | 0–1 | 0–2    | 0–3  | [ 34 ] [ 35 ] |
| 1986–87 | 컵위너스컵 | 1R     | 주리                  | 4–0 | 3–0    | 7–0  | [ 36 ] [ 37 ] |
| 1986–87 | 컵위너스컵 | 2R     | 레알 사라고사         | 2–2 | 0–0    | 2–2  | [ 38 ] [ 39 ] |
| 1990–91 | 컵위너스컵 | 1R     | 륑뷔                  | 0–0 | 1–0    | 1–0  | [ 40 ] [ 41 ] |
| 1990–91 | 컵위너스컵 | 2R     | 맨체스터 유나이티드   | 0–2 | 0–3    | 0–5  | [ 42 ] [ 43 ] |
| 1995–96 | 컵위너스컵 | 1R     | 페트롤룰 플로이에슈티 | 0–0 | 0–1    | 0–1  | [ 44 ] [ 45 ] |

## 참고
1. ↑  그레스퍼드 참사는 1934년 9월 22일에 렉섬 인근의 그레스퍼드 탄광에서 발생한 참사로, 폭발과 지하 화재로 266명이 사망했으며 고작 11구의 시신만 수습된 영국 최악의 탄광 사고 중 하나다.
2. ↑  풋볼 리그 최초로 단일 경기에서 3번의 해트트릭을 기록한 경기이다.

틀:렉섬 AFC 선수 명단